# Michiel Huisman
Michiel Huisman (Amstelveen, 18 luglio 1981) è un attore, cantante e musicista olandese.

## Biografia
Nato ad Amstelveen, vicino ad Amsterdam, inizia la sua carriera all'età di dieci anni partecipando a produzioni televisive e cinematografiche olandesi. Successivamente si fa conoscere come cantante e chitarrista del gruppo musicale olandese Fontane. La band era composta da Huisman, Roland van der Hoofd, Gilles Tuinder e Bas van Geldere. Dopo lo scioglimento del gruppo, Huisman intraprende la carriera da solista e nel 2005 pubblica l'album Luchtige Verhalen.
Nel 2006 recita nel film di Paul Verhoeven Black Book. Nel 2009 interpreta il ruolo di Rudol'f Nureev nel film televisivo della BBC Margot, al fianco di Anne-Marie Duff, nello stesso anno è Ernesto II di Sassonia-Coburgo-Gotha nel film The Young Victoria, con Emily Blunt e Rupert Friend.
Dal 2010 inizia a lavorare in svariate produzioni statunitensi; interpreta il ruolo di Sonny nella serie televisiva Treme, successivamente è il produttore discografico Liam McGuinnis in Nashville. Dopo aver ottenuto un piccolo ruolo in World War Z, lavora nella serie TV Orphan Black e ottiene la fama internazionale grazie al ruolo di Daario Naharis nella quarta stagione della serie televisiva targata HBO Il Trono di Spade, sostituendo Ed Skrein che aveva interpretato il ruolo nella terza stagione.
Nel 2014 recita al fianco di Reese Witherspoon in Wild di Jean-Marc Vallée. A fine 2014 è il co-protagonista maschile, al fianco della supermodella Gisele Bündchen, della campagna pubblicitaria The One That I Want per Chanel Nº 5 diretta da Baz Luhrmann.
Nel 2015 recita come protagonista maschile nel film Adaline - L'eterna giovinezza, accanto a Blake Lively.

### Vita privata
Dal febbraio 2008 è sposato con l'attrice olandese Tara Elders, conosciuta nel 2003 sul set del film Phileine Says Sorry. La coppia ha una figlia, Hazel Judith Huisman, nata nel giugno 2007.

## Filmografia parziale

### Cinema
- Black Book, regia di Paul Verhoeven (2006)
- Letti sfatti (Unmade Beds), regia di Alexis Dos Santos (2009)
- The Young Victoria, regia di Jean-Marc Vallée (2009)
- World War Z, regia di Marc Forster (2013)
- Wild, regia di Jean-Marc Vallée (2014)
- The Invitation, regia di Karyn Kusama (2015)
- Adaline - L'eterna giovinezza (The Age of Adaline), regia di Lee Toland Krieger (2015)
- Il tenente ottomano (The Ottoman Lieutenant), regia di Joseph Ruben (2017)
- 2:22 - Il destino è già scritto (2:22), regia di Paul Currie (2017)
- L'unica (Irreplaceable You), regia di Stephanie Laing (2018)
- Il club del libro e della torta di bucce di patata di Guernsey (The Guernsey Literary and Potato Peel Pie Society), regia di Mike Newell (2018)
- State Like Sleep, regia di Meredith Danluck (2018)
- Red Sea Diving (The Red Sea Diving Resort), regia di Gideon Raff (2019)
- The Other Lamb, regia di Małgorzata Szumowska (2019)
- The Last Right, regia di Aoife Crehan (2019)
- American Dream, regia di Janusz Kaminski (2021)
- Kate, regia di Cedric Nicolas-Troyan (2021)
- Un bambino chiamato Natale (A Boy Called Christmas), regia di Gil Kenan (2021)
- Rebel Moon - Parte 1: Figlia del fuoco (Rebel Moon - Part One: A Child of Fire), regia di Zack Snyder (2023)
- Rebel Moon - Parte 2: La sfregiatrice (Rebel Moon - Part Two: The Scargiver), regia di Zack Snyder (2024)

### Televisione
- De co-assistent – serie TV, 40 episodi (2007-2010)
- Treme – serie TV, 31 episodi (2010-2013)
- Nashville – serie TV, 13 episodi (2012-2014)
- Il Trono di Spade (Game of Thrones) - serie TV, 18 episodi (2014-2016)
- Orphan Black – serie TV, 6 episodi (2014-2015)
- Harley and the Davidsons, regia di Ciaran Donnelly e Stephen Kay – miniserie TV (2016)
- The Haunting – serie TV, 9 episodi (2018)
- L'assistente di volo - The Flight Attendant (The Flight Attendant) – serie TV, 8 episodi (2020)

## Discografia
- 2005 – Luchtige Verhalen

## Riconoscimenti
- 2015 – Teen Choice Awards[2]
  - Candidatura al miglior bacio con Blake Lively per Adaline - L'eterna giovinezza

## Doppiatori italiani
Nelle versioni in italiano dei suoi lavori, Michiel Huisman è stato doppiato da:
- Stefano Crescentini ne Il Trono di Spade, 2:22 - Il destino è già scritto, Il tenente ottomano, The Haunting, Red Sea Diving, L'assistente di volo - The Flight Attendant, Un bambino chiamato Natale, Echo 3, Rebel Moon - Parte 1: Figlia del Fuoco, Rebel Moon - Parte 2: La Sfregiatrice
- Mirko Mazzanti in Costa, Il club del libro e della torta di bucce di patata di Guernsey
- Massimiliano Manfredi in Adaline - L'eterna giovinezza
- Alessio Cigliano in Harley and the Davidsons
- Patrizio Prata in The Invitation
- Niseem Onorato in Black Book
- Andrea Lavagnino in Orphan Black
- Fabrizio Dolce in World War Z
- Daniele Natali in Nashville
- Sacha De Toni in Wild